# Karl Fiebinger
Karl Emil Franz Fiebinger (* 20. Jänner 1913 in Wien, Österreich; † 27. November 2014 in Wien) war als österreichischer Ingenieur maßgeblich an mehreren Großbaustellen für die Rüstungsindustrie im Nationalsozialismus beteiligt.
Sein Ingenieurbüro war unter anderem bei der Planung und der Durchführung der unterirdischen Stollenanlagen B8 Bergkristall beim KZ Gusen, Projekt Quarz beim KZ Melk sowie Projekt Zement beim KZ Ebensee, bei deren Bau tausende Häftlinge des Konzentrationslagers Mauthausen ermordet wurden, beteiligt. Außerdem war sein Büro bei der Verlegung einer V2-Raketenfertigung nach Wiener Neustadt involviert und er plante in der Schlussphase des Zweiten Weltkriegs einen Führerbunker im Jonastal in der Nähe von Gotha. Nach dem Krieg wurde er in die USA gebracht und arbeitete dort für das Kriegsministerium und später bei Bauprojekten mit seiner eigenen Firma unter anderem in Mexiko.

## Ausbildung und Firmengründung
Karl Fiebinger wurde am 20. Jänner 1913 als Sohn von Karoline Fiebinger und des Beamten Karl Fiebinger geboren. Er studierte von 1931 bis 1938 an der Technischen Hochschule Wien Bauwesen mit einer Spezialisierung in Tunnel- und Untertagebau. In seiner Abschlussarbeit setzte er sich mit statischen Problemen beim Stollenbau auseinander. Er wurde nach seinem Studium Universitätsassistent beim österreichischen Pionier des Stahlbetonbaus Rudolf Saliger, der eine wichtige Rolle bei der Nazifizierung der Hochschule spielte. Er nahm an der Planung der Perlmooser Zement Werke in Kirchbichl teil und gab damit seine Arbeit an der Universität auf. Im April 1939, ein Jahr nach dem sogenannten Anschluss Österreichs an das Deutsche Reich, eröffnete Fiebinger das „Büro für Bauwesen“ in der Marokkanergasse 22 im dritten Wiener Gemeindebezirk. 1942 beschäftigte er bereits 30 Mitarbeiter in seiner Firma. Ende 1944 beschäftigte sein Büro ca. 500 Mitarbeiter.
Fiebinger war mit der drei Jahre jüngeren Hertha Fiebinger, geborene Weinrank, verheiratet.
1938 stellte Fiebinger einen Antrag auf Mitgliedschaft in der NSDAP. Sein Antrag wurde jedoch abgelehnt. 1941 wurde er Mitglied im NS-Bund Deutscher Technik und 1941 im NS-Dozentenbund. Er hatte gute Kontakte zu Hans Kammler, dem Leiter für das Bauwesen der SS und zu vielen anderen wichtigen Nationalsozialisten und Industriellen.

## Karriere in der Zeit des Nationalsozialismus
Fiebingers Büro war an der Planung der Flugmotorenwerke Ostmark in Wiener Neudorf, Marburg und Brünn sowie der Heinkel-Werke in Schwechat beteiligt. Im Frühjahr 1943 war Fiebinger bei der Verlegung einer V2-Raketenproduktion ins Rax-Werk bei Wiener Neustadt involviert. Beim Bau der von ihm geplanten „Serbenhalle“ bei Wiener Neustadt kamen auch KZ-Häftlinge vom KZ Mauthausen zum Einsatz. Dieses Projekt dürfte entscheidend für die Wahl seines Architekturbüros für die Planung der Stollen für die Untertageverlagerung der Rüstungsproduktion in der Ostmark gewesen sein.
Im Herbst 1943 bekam sein Büro die Aufträge für den Ausbau des Brauereikellers im KZ-Nebenlager Redl-Zipf, wo die Raketenbrennkammern der V2 getestet wurden, sowie für das Stollensystem Zement in Ebensee. An beiden Standorten wurden Außenlager des Konzentrationslagers Mauthausen errichtet, um beim Bau der Anlagen die Arbeitskraft von KZ-Häftlingen ausnutzen zu können.
Kurz danach wurde Fiebinger auch mit der Planung der großen Stollenanlagen Bergkristall beim KZ Gusen in St. Georgen an der Gusen und Quarz beim KZ Melk beauftragt. Die Stollen wurden aufgrund der geologischen Bedingungen in unterschiedlicher Weise errichtet. Beispielsweise wurden in Ebensee bei der Auskleidung teilweise Fertigbetonteile verwendet, wohingegen in St. Georgen und Melk im Schalungsverfahren ausbetoniert wurde. In St. Georgen beim Stollen Bergkristall und in Ebensee übernahm das Büro von Fiebinger nicht nur die Planung, sondern auch die Bauleitung. Architektonisch gab es für diese Stollen keine Vorbilder und die unterirdische Verlagerung der Rüstungsindustrie brachte verschiedenste Probleme, wie die Versorgung mit Energie und Wasser, eine Bewetterung der Stollen sowie die infrastrukturellen Möglichkeiten für den Einsatz von tausenden KZ-Häftlingen. Auch beim Bau der Stollenanlagen selbst kamen Häftlinge der eigens errichteten Konzentrationslager zum Einsatz. Tausende Häftlinge aus ganz Europa starben bei dieser Arbeit und bei der Arbeit in den errichteten Stollen.
Bei Kriegsende wurde Fiebinger aufgrund seiner guten Kontakte auch die Planung eines Führerbunkers im Jonastal in Thüringen anvertraut. Fiebinger selbst sagte über dieses Projekt, dass er es ablehnen wollte, er aber zur Übernahme gezwungen worden sei. Er wartete das Kriegsende in Strobl am Wolfgangsee ab. Aufgrund des Überblicks über die Rüstungsbaustellen wurde Fiebingers Büro in Person des Architekten Hermann de Verrette nach dem Krieg als sachverständiger Beirat für die Abwicklung der Baustellen u. a. in St. Georgen und Ebensee eingesetzt. Das Gehalt für sein dafür eingesetztes Personal bekam Fiebingers Büro vergütet.

## Werdegang nach dem Krieg
Im Herbst 1945 gründete Fiebinger eine neue Firma in Salzburg, wurde allerdings im März 1946 wegen der Planung von SS-Bauten von amerikanischen Soldaten des Counter Intelligence Corps (CIC) festgenommen. Im April 1947 wurde er wieder freigelassen, musste aber in Salzburg bleiben und wurde dort überwacht. Im Herbst 1947 wurde Fiebinger im Rahmen der Aktion Paperclip in die USA gebracht und musste dort für das Kriegsministerium mindestens zwei Aufträge abwickeln. Dem US-Militär gab er detaillierte Angaben zu den von seinem Büro geplanten und gebauten Stollenanlagen. In den USA arbeitete Fiebinger in einem Ingenieurbüro in New York. Vermutlich wurde er immer noch bei geheimen Projekten, u. a. beim Bau unterirdischer Abschussrampen für Interkontinentalraketen, eingesetzt.
In den 1960er und 1970er Jahren setzte Fiebinger eigene Wohnbauprojekte in Mexiko um. Diese finanzierte er durch billige österreichische Entwicklungshilfekredite. 1968 gründete Fiebinger für seine Pläne die Firma „Austrobau“. Als Geschäftsführer wählte er Hermann de Verrette, den Architekten, mit dem er bereits bei der Errichtung der Stollenanlagen im Zweiten Weltkrieg zusammenarbeitete.
Seine Rolle im NS-Regime war lange kein Thema. Erst in den 1990er Jahren, als die Geschichte der Lager Melk und Ebensee aufgearbeitet wurde, wurde seine Rolle genauer untersucht. Seine letzten Lebensjahre verbrachte Fiebinger in Steinbach am Attersee und in Wien, wo er im November 2014 starb.

## Film
- Stollen in den Dachsteinkalk. Das NS-Rüstungsprojekt und das KZ Ebensee, Dokumentarfilm 2022. Buch und Regie: Andreas Kurz.